# Бєлорєцьк

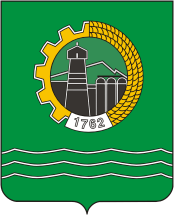
Герб (1977)

Бєлорє́цьк (башк. Белорет, рос. Белоре́цк) — місто в Росії, центр Бєлорєцького району Башкортостану.
Розташоване на річці Білій (басейн Волги). Є залізнична станція.
Населення — 68 806 осіб (2010; 71 093 в 2002).

## Історія
Історія міста тісно пов'язана з однойменним заводом, час будівництва якого не зовсім з'ясовано. Річ у тому, що в «Матеріалах з історії Башкирської АССР» в одному документі за 1759 р. йдеться про дозвіл Твердишеву і М'ясникову будувати залізопереробний завод при річці Курака, притоці річки Сім. У відомості за 1761 р. відмічено:
«Тірлянський залізний завод. Будується в новинку за указом Державної Берг-колегії 1759 року в Катайській волості на річці Тірляні на покупній у башкирців землі. І оний завод іще не в дії, позаяк іще не побудований».
У третьому документі за 18 липня 1762 р. ті ж заводчики вже просять про перенесення заводу з річки Тірлян (а не з р. Курака) на р. Агідель. Підставою послужив той факт, що «Біла річка… містити може молотів задоволене число». Берг-колегія вирішила його перенести і визначила «той завод замість Тірлянського іменувати Бєлорєцьким». І, нарешті, відомість за 1776 р. містить дані про те, що Бєлорєцький доменний молотовий завод побудований в 1762 р., має 2 домни, 14 молотів. Проте перша плавка чавуну зафіксована в 1767 році. Виходить, що завод будували в 1762–1767 рр.
Бєлорєцький завод був наймогутнішим. У 1777 р. було виплавлено чавуну 110 131 пуд, в 1799 р. — 154 212 пудів. Завод мав 376 копалень.
Заселили завод купувальні російські селяни. У 2-3 верстах від заводу з'явилося заводське село Ломовка, що отримало свою назву від роду занять жителів: вони були виключно тягловими візниками, поставляли на завод сировину. Заводські селяни поселилися і в с. Арська, розташованої в 12 верстах від місця їх роботи. Села і завод заселили нижньогородські, пензенські і рязанські селяни. У 1773 р. їх налічувалися 1724 людини, зокрема 840 чоловіків, по V ревізії 1795 р. — 651 чоловік і 737 жінок, у с. Ломовкі — 2152 людини, зокрема 1032 чоловіки (д. 41). У 1859 р. Бєлорєцький завод мав 5583 жителів, з них — 2681 чоловік. Вони проживали в 1018 будинках. На Бєлорєцькому заводі були лазарет, школа, базар, залізниця. У с. Ломовкі 1868 селян проживали в 305 дворах. Відомостей про с. Арська за XVIII—XIX ст. немає. У 1926 р. хутір Арський камінь налічував 4, кордон Арська — 9 дворів господарств. Жителі — росіяни. Село Ломовка складалося з 879 дворів і 4350 жителів. У 60-х роках XX століття воно увійшло до складу Бєлорєцька.

## Повстання Пугачова
Селяни заводу — активні пугачовці. У жовтні 1773 р. завод опинився в руках селян, які «збунтувалися». Але в листопаді урядовий загін Козловского відновив на заводі старий порядок. В кінці грудня — початку січня об'єднаними силами повстанців — башкир і селян була зроблена спроба узяти завод. Їх боротьба за завод увінчалася успіхом: в середині січня 1774 р. вони штурмом узяли його. З середини квітня по 2 травня тут знаходився Омелян Пугачов. Селяни Бєлорєцька входили в загін повстанців, що облягали Уфу. Згідно з реєстром від 12 травня 1774 р. серед полонених пугачовців, що потрапили до рук Міхельсона в селі Чесноковка під Уфою, було 87 бєлорєцьких заводських селян. Їх повернули власникові Твердишеву на його прохання.
Завод був спалений повстанцями для того, щоб карателі не змогли відновити його діяльність. Такій же долі пугачовці піддали бєлорєцькі заводські села Ломовка і Арська.

## XX століття
До 1917 були 2 доменних і 3 мартенівських печі, сутуночний і дротяний стани.
Робочі заводу брали активну участь в революційному русі на Південному Уралі. 18 червня 1816 року підполковник Містров, командир 3-го лінійного батальйону фортеці Магнітної (нині Магнітогорськ), направив загін з 100 рядових, 4-х унтер-офіцерів в Бєлорєцьк для придушення хвилювань заводських селян.
У липні 1918 з робочих заводу був сформований 270 Бєлорєцький соціалістичний полк, що зробив героїчний рейд у складі Уральської партизанської армії під командуванням Блюхера.
У 1923 р. Бєлорєцький завод отримав статус міста.
За роки Радянської влади завод реконструювався і розширювався, освоювалися нові види продукції, проводилася механізація і автоматизація виробничих процесів.
У 1957 на базі металургійного заводу був заснований комбінат з приєднанням великого Тірлянського листопрокатного заводу, Туканської копальні і сталепроволочно-канатного заводу. Особливо широкий розвиток підприємства комбінату отримали в роки Німецько-радянської війни 1941–1945.
Комбінат нагороджений орденом Трудового Червоного Прапора (1966).

## Освіта
У Бєлорєцьку розташований Філіал Магнітогорського державного технічного університету. Внз готує фахівців з металургії і машинобудування.
Також розташований Міжнародний інститут економіки і права — філіал, заснований в 1993 році.

## Відомі уродженці міста
- Логінова Ольга Германівна (нар. 1966) — радянська і українська гірськолижниця; чемпіонка радянської національної першості, учасниця зимових Олімпійських ігор в Ліллехаммері. Майстер спорту СРСР міжнародного класу.
- Тімофєєв Вадим Михайлович (нар. 20 серпня 1935) — український геоморфолог, кандидат геолого-мінералогічних наук, провідний науковий співробітник географічного факультету Київського національного університету імені Тараса Шевченка.

## Галерея

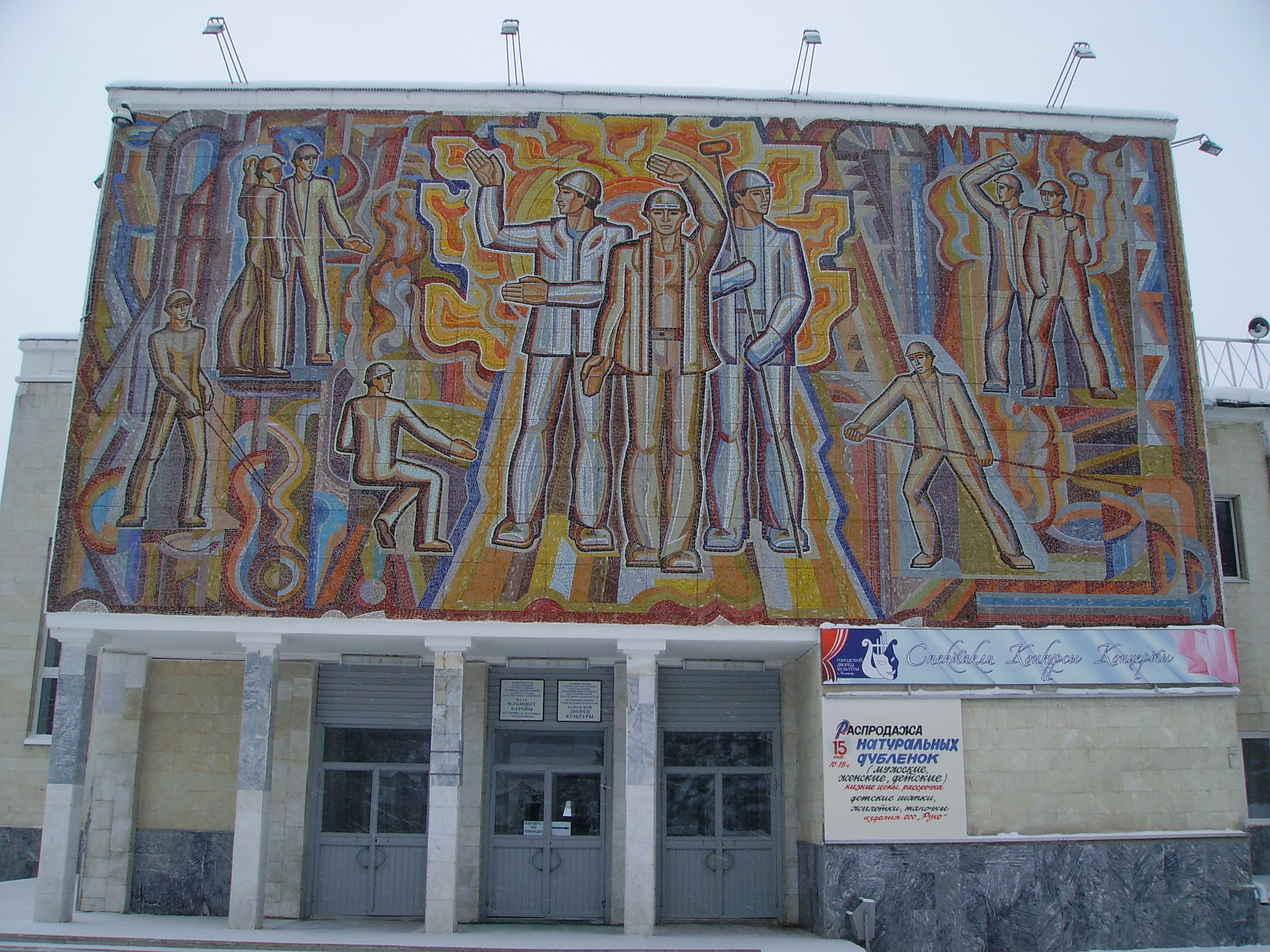
Палац культури металургів — пам'ятка містобудування та архітектури
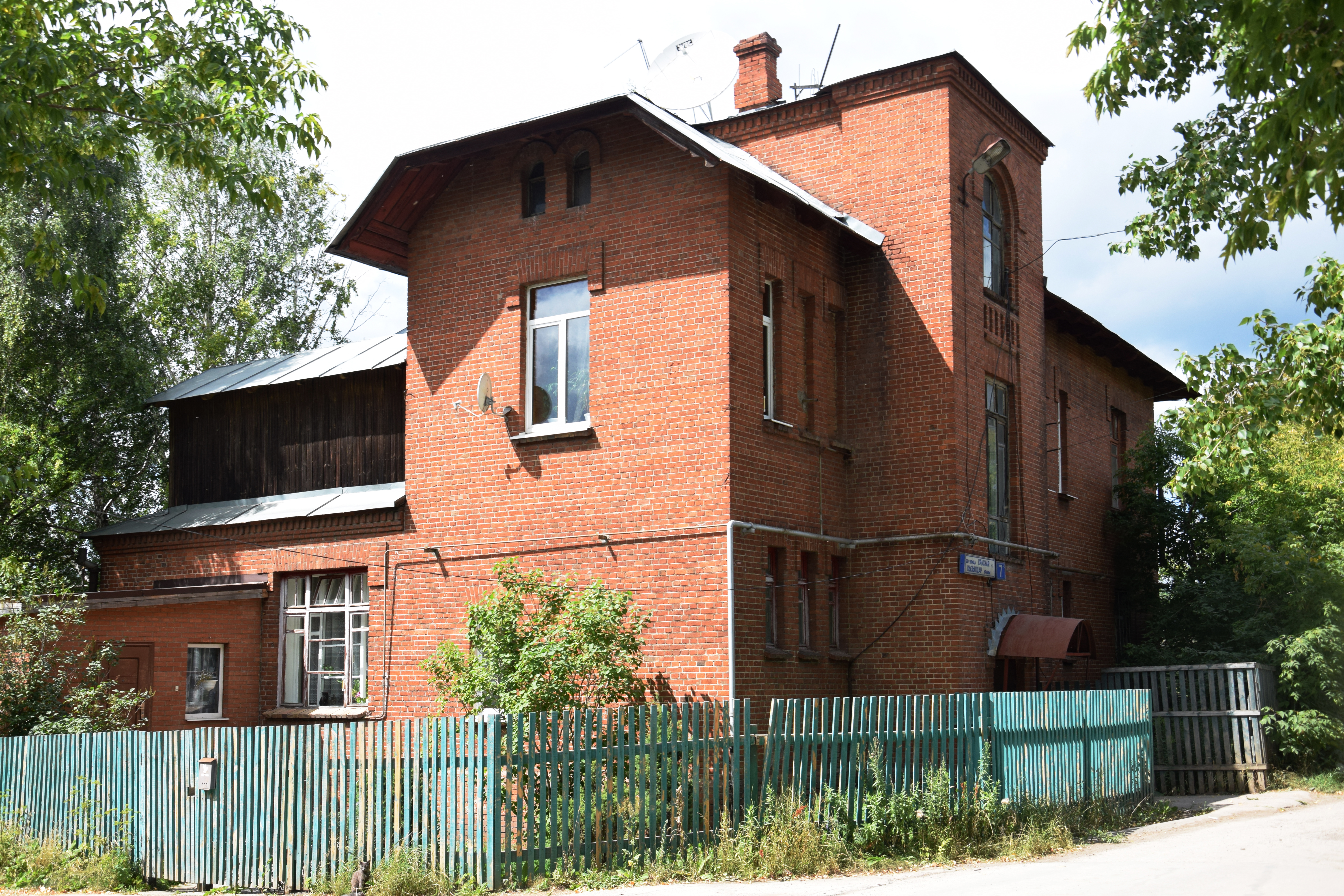
Ансамбль директорських будинків — пам'ятка містобудування та архітектури
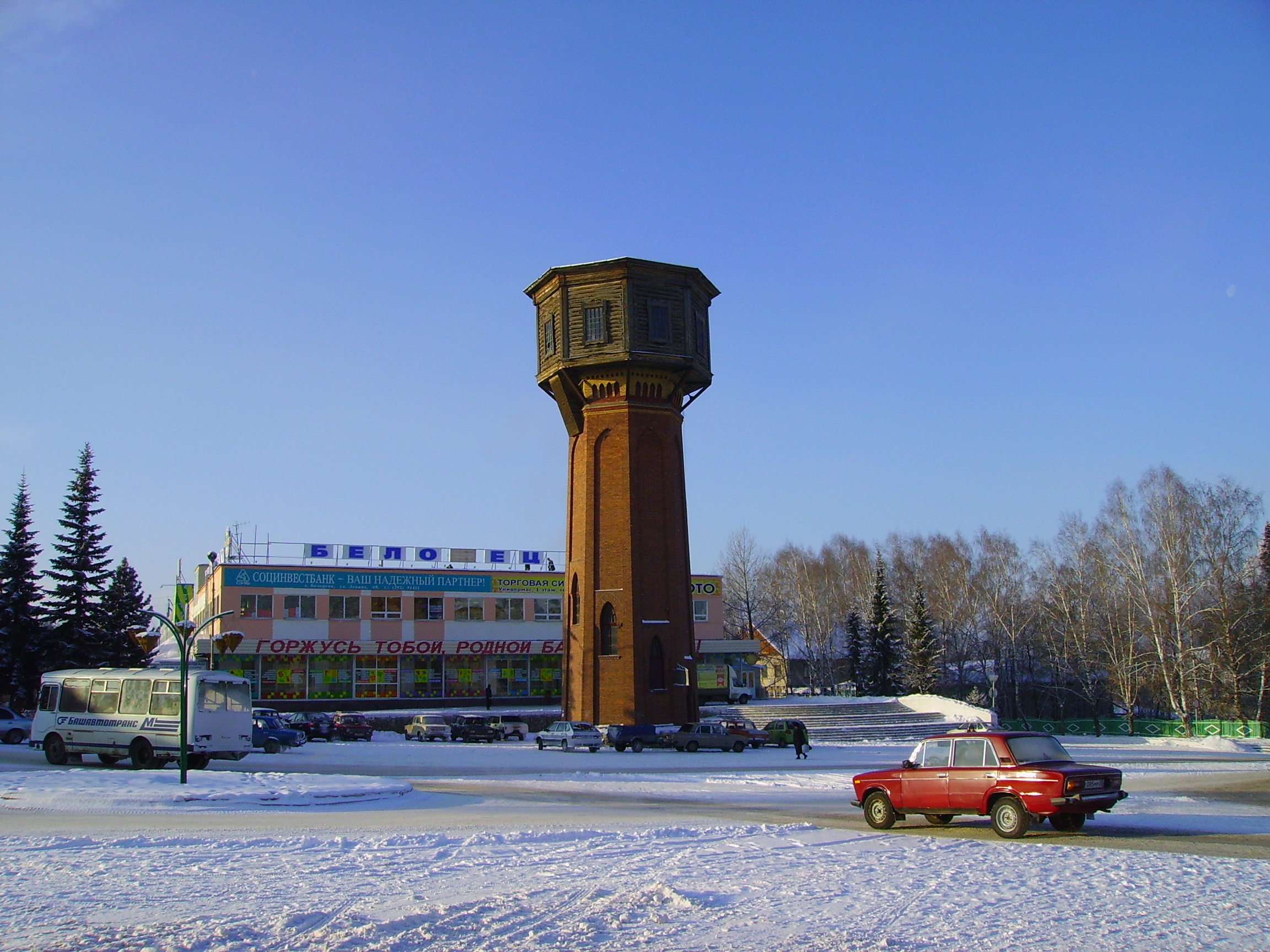
Водонапірна вежа — пам'ятка містобудування та архітектури